# COVID-19-Pandemie in Kroatien

Von SARS-CoV-2-Infektionen betroffene Gespanschaften pro 100.000 Einwohner

Von SARS-CoV-2-Infektionen betroffene Gespanschaften:

Die COVID-19-Pandemie in Kroatien ist ein regionales Teilgeschehen der weltweiten COVID-19-Pandemie, die durch das Virus SARS-CoV-2 ausgelöst wurde. Dieses Virus, von dem es zahlreiche Varianten gibt, zeichnet sich dadurch aus, dass die jeweils ansteckendste Variante die anderen verdrängt und sich rasant verbreitet. Am 25. Februar 2020 wurde der erste Fall in Kroatien bestätigt, was den Beginn eines tiefgreifenden gesellschaftlichen und gesundheitlichen Einschnitts markierte. Bereits am 11. März 2020 reagierte die Regierung mit Schulschließungen in der Gespanschaft Istrien, die damals die höchste Infektionsrate aufwies. Nur fünf Tage später, am 16. März, wurden landesweit verschärfte Maßnahmen eingeführt, darunter die Schließung aller Bildungseinrichtungen, um die Ausbreitung des Virus einzudämmen.
Die Regierung der Republik Kroatien richtete umgehend eine offizielle Website ein und stellte die Telefonnummer 113 für aktuelle Informationen bereit. Ergänzend wurde die mobile Anwendung „Stop COVID-19“ entwickelt, die am 31. Juli 2020 vorgestellt wurde. Auch das Auswärtige Amt informiert regelmäßig über die Lage vor Ort.

## Verlauf in Kroatien

### Februar
Als die COVID-19-Pandemie in der Volksrepublik China Anfang 2020 mit erschreckender Geschwindigkeit zunahm, wuchs auch in Kroatien die Besorgnis über eine drohende Infektionswelle. Die Behörden reagierten frühzeitig: An den Flughäfen Kroatiens wurden erste passive Schutzmaßnahmen eingeleitet, etwa verstärkte Kontrollen von Reisenden aus Risikogebieten. Das Gesundheitsministerium rief die Bevölkerung dazu auf, Reisen in die Volksrepublik China zu vermeiden und legte besonderen Wert auf einfache, aber wirksame Hygienemaßnahmen wie regelmäßiges Händewaschen.
Am 25. Februar 2020 wurde der erste bestätigte Fall in Kroatien gemeldet. Der Betroffene, ein junger Mann, hatte sich vom 19. bis 21. Februar in Mailand aufgehalten, wo zu diesem Zeitpunkt bereits ein gravierender Ausbruch registriert wurde. Nur einen Tag später, am 26. Februar, folgten zwei weitere Fälle: Einer war der Zwillingsbruder des Erstinfizierten, der andere ein Arbeiter aus Parma, der in Rijeka isoliert und medizinisch versorgt wurde. Bis zum 29. Februar stieg die Zahl der Infizierten auf sieben, eine Entwicklung, die die Dringlichkeit der Lage verdeutlichte und die Behörden zu raschen Maßnahmen veranlasste.

### März

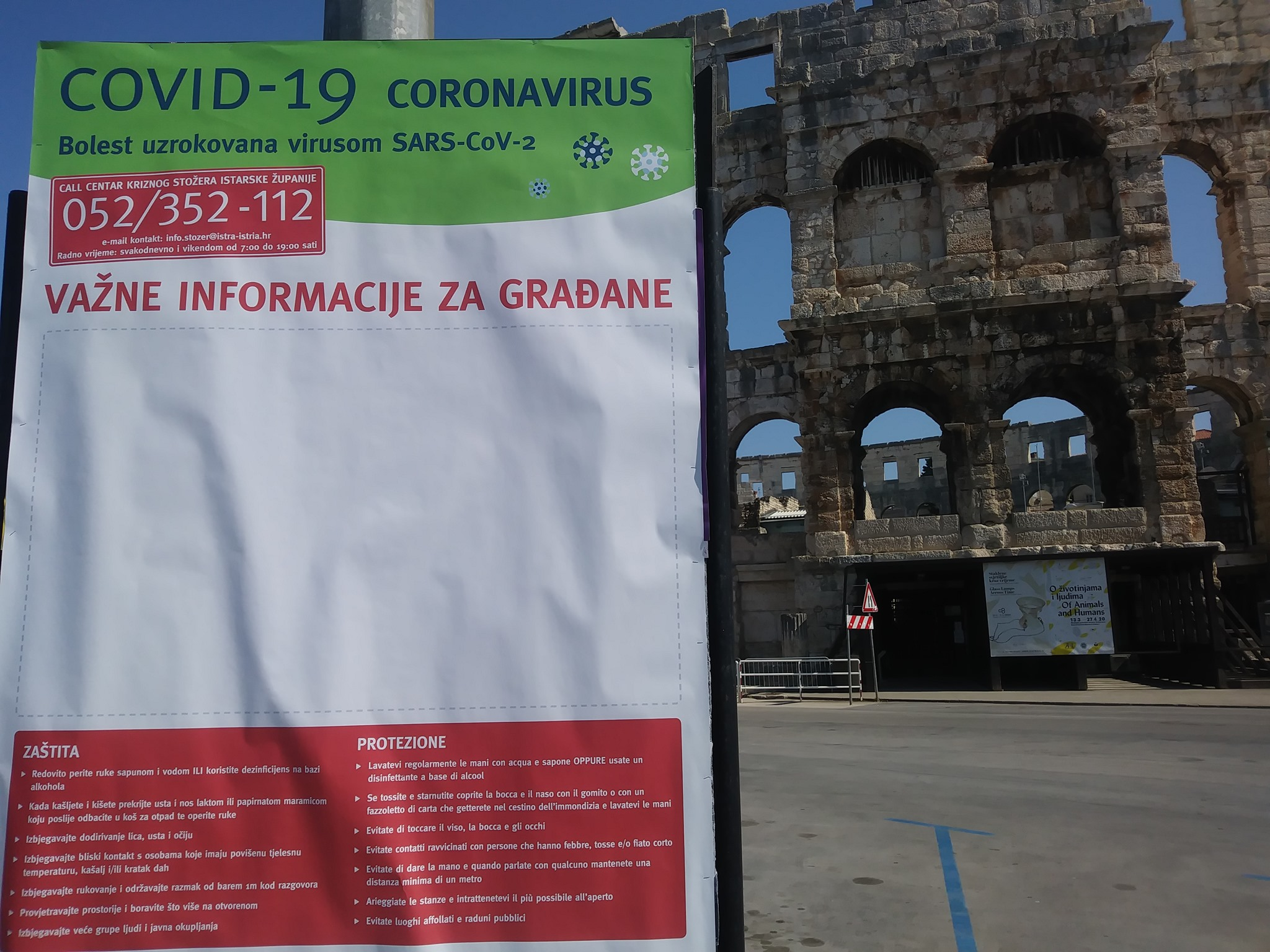
Ein Plakat vor dem Amphitheater in Pula mit wichtigen Informationen für die Bürger, März 2020

Im März 2020 wurde Norditalien von einer beispiellosen Welle der Pandemie heimgesucht, die auch Kroatien in Alarmbereitschaft versetzte. Besonders eindrücklich war ein Video vom 19. März, das weltweit die Runde machte: Es zeigte Kolonnen italienischer Militärlastwagen, die nachts Särge aus Bergamo abtransportierten, weil die örtlichen Kapazitäten überlastet waren. Diese drastischen Bilder trugen dazu bei, dass die kroatische Bevölkerung die Bedrohung ernst nahm und die Regierung entschlossen handelte.
Am 17. März waren bereits 65 Personen in Kroatien infiziert. In der Nacht vom 17. auf den 18. März starb ein Mann in Selbstisolation – die anschließende Obduktion bestätigte COVID-19 als Todesursache, was den ersten dokumentierten Todesfall im Land markierte. Ab dem 19. März wurde die Einreise auf kroatische Staatsbürger beschränkt, die aus dem Ausland zurückkehrten. Zwei Tage später, am 21. März, wurden Bahnhöfe und Busbahnhöfe geschlossen, der regionale öffentliche Verkehr eingestellt, und der Zugang zu den Inseln auf Bewohner begrenzt. Am 22. März erschütterte ein Erdbeben die Hauptstadt, was die Lage zusätzlich komplizierte. Das Innenministerium forderte die obdachlos gewordenen Bürger auf, trotz der Katastrophe Abstand zu halten, um das Infektionsrisiko zu minimieren. Bis zum 23. März waren 315 Personen positiv getestet.

### April
Per 1. April 2020 überschritt die Zahl der Infizierten die Marke von 1.000, und bis zum 24. April waren es über 2.000 Fälle. Ende April, am 27., begann eine vorsichtige Lockerung: Kleinere Geschäfte durften wieder öffnen, während große Einkaufszentren geschlossen blieben.

### Mai
Am 5. Mai 2020 meldete die Regierung, dass von 39.973 getesteten Personen 2.112 positiv waren, darunter 226 Beschäftigte im Gesundheitswesen. Die Todeszahl lag bei 83, und 14 Patienten benötigten Atemunterstützung. Ab dem 11. Mai wurden die Grenzen für EU-Bürger mit nachweisbaren Urlaubs- oder Geschäftsgründen wieder geöffnet, und der innerkroatische Verkehr nahm seinen Betrieb auf – ein mutiger Schritt, der Kroatien zu einem Vorreiter in Europa machte. Am 22. Mai stieg die Zahl der Infizierten auf 2.243, die Todesfälle auf 99, während nur noch fünf Patienten intensivmedizinisch betreut wurden.

### Juni
Ab dem 18. Juni 2020 stieg die Zahl der Infektionen erneut an, insbesondere durch Cluster in einem Kloster in Đakovo und einer psychiatrischen Klinik in Zagreb, was die Unsicherheit in der Bevölkerung wieder verstärkte.

### Juli
Am 10. Juli 2020 erreichte Kroatien mit 116 Neuinfektionen einen neuen Tageshöchstwert, der am Folgetag mit 140 Fällen noch übertroffen wurde. Bis zum 17. Juli waren von 100.851 Getesteten 4.137 positiv, und die Todeszahl stieg auf 120.

### August
Im August 2020 setzte sich der Aufwärtstrend fort: Am 13. August wurden 180 Fälle, am 14. August 208 Fälle gemeldet. Laut der Johns-Hopkins-Universität verzeichnete Kroatien bis dahin 6.050 Infektionen und 161 Todesfälle. Ende des Monats, am 26. und 28. August, wurden mit 358 bzw. 357 Neuinfektionen neue Rekorde aufgestellt.

### September
Am 3. September 2020 erreichte die Zahl der täglichen Neuinfektionen mit 369 einen weiteren Höchststand, ein Zeichen für die anhaltende Herausforderung, das Virus unter Kontrolle zu halten.

### Oktober
Der Oktober 2020 brachte eine dramatische Verschärfung der Lage. Am 8. Oktober wurden 542 Neuinfektionen gemeldet, gefolgt von weiteren Spitzenwerten in den nächsten Tagen (457, 486, 508). Am 29. Oktober erreichte die Pandemie mit 2.776 Neuinfektionen und 23 Todesfällen an einem Tag ihren bisherigen Höhepunkt.

### November
Der November 2020 war von einer unerbittlichen Welle geprägt. Am 14. November überschritt die Zahl der Todesfälle 1.000, am 21. November die der Gesamtinfizierten 100.000. Der Höchstwert der Neuinfektionen wurde am 27. November mit 4.080 Fällen erreicht, dicht gefolgt von 4.009 am Vortag. Am 30. November starben 74 Menschen – die höchste Tageszahl bis dahin.

### Dezember
Ab dem 1. Dezember 2020 war für die Einreise ein negativer Coronatest (max. 48 Stunden alt) Pflicht. Am 3. Dezember wurden 4.534 Neuinfektionen gemeldet, ein Rekord, der am 10. Dezember erneut gebrochen wurde. Der 16. Dezember war mit 92 Todesfällen der bisher tödlichste Tag. Bis Jahresende zählte Kroatien 210.837 Infizierte und 3.920 Verstorbene.

### Positive Testergebnisse

Bestätigte Infizierte in Kroatien nach Daten der WHO. Oben kumuliert, unten Tageswerte

### Todesfälle

Bestätigte Todesfälle in Kroatien nach Daten der WHO. Oben kumuliert, unten Tageswerte

## Statistik

### Fallzahlen nach Gespanschaften
| Gespanschaft                  | Bestätigte Infektionen | davon verstorben | davon genesen |
| ----------------------------- | ---------------------- | ---------------- | ------------- |
| Stadt Zagreb 1                | 1.758                  | 24               | 1.301         |
| Split-Dalmatien               | 1.443                  | 47               | 992           |
| Osijek-Baranja                | 719                    | 23               | 605           |
| Vukovar-Syrmien               | 578                    | 6                | 513           |
| Gespanschaft Zagreb 1         | 344                    | 10               | 252           |
| Istrien                       | 321                    | 12               | 260           |
| Zadar                         | 274                    | 2                | 202           |
| Brod-Posavina                 | 246                    | 3                | 178           |
| Šibenik-Knin                  | 246                    | 5                | 152           |
| Dubrovnik-Neretva             | 233                    | 8                | 192           |
| Primorje-Gorski kotar         | 214                    | 2                | 171           |
| Krapina-Zagorje               | 169                    | 2                | 154           |
| Karlovac                      | 155                    | 2                | 105           |
| Sisak-Moslavina               | 130                    | 0                | 103           |
| Koprivnica-Križevci           | 113                    | 16               | 88            |
| Požega-Slawonien              | 111                    | 1                | 97            |
| Varaždin                      | 105                    | 3                | 77            |
| Bjelovar-Bilogora             | 48                     | 0                | 39            |
| Virovitica-Podravina          | 47                     | 1                | 35            |
| Lika-Senj                     | 42                     | 1                | 33            |
| Međimurje                     | 33                     | 0                | 13            |
| Gesamt                        | 1.309.728              | 18.687           | 1.258.432     |
| Stand: 20. August 2020, 13:50 |                        |                  |               |